# 自梳女 (電視劇)
《自梳女》是香港無綫電視拍攝的電視連續劇，全劇共10集，監製李國立，由陳秀雯、邵美琪、羅嘉良及許志安領銜主演。劇集為加強真實感，特意前往廣東順德取景。主題曲及插曲均由彭家麗主唱。

## 故事大綱
民國初年，廣東廣州府順德縣一帶繅絲業興盛，繅絲女工葉素娟不甘嫁後受夫家欺壓，藉經濟獨立，決定「自梳」，終身不嫁。素娟之妹素鳳自省城學成返鄉，介紹其老師許俊德給素娟認識，二人相處日久，情愫漸生；素娟之妹素鳳同樣情傾俊德，更礙於本身「自梳女」的身分，對俊德之愛強加壓抑，痛苦萬分…
另一方面，跟素娟學習繅絲的學徒柳英，自小與陳九青梅竹馬，並私訂終身，豈料柳英之父從中作梗，令陳九誤會柳英悔約，離開順德。柳英傷心之餘，亦開始萌生「自梳」的念頭…

## 演員表
- 馮素波 飾 梁一妹
- 黎秀英 飾 張七姑
- 西川千秋 飾 梁五妹
- 焦　雄 飾 葉得福
- 梁葆貞 飾 福　嫂
- 孫季卿 飾 葉添權
- 陳秀雯 飾 葉素娟
- 黃宗賜 飾 葉永大
- 郭卓樺 飾 葉永基
- 王翠玉 飾 阿　群
- 李桂英 飾 阿　爽
- 廖見玲 飾 阿　仙
- 曾慧雲 飾 阿　銀
- 邵美琪 飾 柳　英
- 徐廣林 飾 柳　昌
- 謝月美 飾 三　嬸
- 許志安 飾 陳　九
- 黃愛珊 飾 楊玉芳
- 黃天鐸 飾 亞　成
- 蕭山仁 飾 水　伯
- 俞　明 飾 俞　伯
- 溫雙燕 飾 李弟來
- 蔡國慶 飾 楊立萬
- 林家棟 飾 楊阿泰
- 蔡欣樺 飾 阿　菊
- 潘芳芳 飾 葉素鳳
- 容嘉勵 飾 阿　花
- 邱碧瑜 飾 阿　貞
- 廖麗麗 飾 顏帶金
- 馮瑞珍 飾 亞　嫲
- 宗　楊 飾 姚光明
- 譚一清 飾 姚興隆
- 凌禮文 飾 蘇鎮長
- 區　嶽 飾 壽　伯
- 黃瑋琳 飾 樵　夫/街坊甲
- 黎耀祥 飾 馮牛根
- 劉玉翠 飾 馬　喜
- 陳惠瑜 飾 徐大奶奶
- 劉桂芳 飾 徐二奶奶
- 梁樂兒 飾 徐三奶奶
- 李海生 飾 廟　祝
- 羅嘉良 飾 許俊德
- 鄧煜榮 飾 鄧鄉紳
- 呂劍光 飾 胡鄉紳
- 彭家麗 飾 張小華
- 何璧堅 飾 蘇醫師
- 陳勉良 飾 葉農刨
- 林嘉麗 飾 小琵琶
- 黃文標 飾 阿　張
- 王偉樑 飾 阿　石